# Henriette Brossin de Polanska
Eve-Henriette Brossin de Mère-de Polanska (ur. 14 lipca 1878 w Charkowie, zm. 1954 w Zurychu) – malarka polskiego pochodzenia, medalistka olimpijska.

## Życiorys
Od 1909 mieszkała w Paryżu. Od 1914 mieszkała w Rzymie, a od 1917 na Riwierze Włoskiej. W 1921 uzyskała obywatelstwo szwajcarskie. Występując w reprezentacji francuskiej zdobyła srebrny medal w Olimpijskim Konkursie Sztuki i Literatury w Antwerpii w kategorii malarstwo za dzieło „Skok” (L’élan). Tworzyła portrety, martwe natury i dekoracje sceniczne. Jej najbardziej znanym dziełem jest Lac Leman (Jezioro Genewskie).